# ائوجنیو د لیگوئورو
ائوجنیو د لیگوئورو (ایتالیایی: Eugenio de Liguoro؛ ۱۵ مارس ۱۸۹۹ – ۳۰ ژوئن ۱۹۵۲) یک هنرپیشه و کارگردان فیلم اهل ایتالیا بود.
از فیلم‌ها یا برنامه‌های تلویزیونی که وی در آن نقش داشته‌است می‌توان به پالیو اشاره کرد.